# Arquidiocese de Perth
A Arquidiocese de Perth (Archidiœcesis Perthensis) é uma circunscrição eclesiástica da Igreja Católica situada em Perth, Austrália. Seu atual arcebispo é Timothy John Costelloe, S.D.B.. Sua Sé é a Catedral da Imaculada Conceição.
Possui 109 paróquias servidas por 255 padres, contando com 1930900 habitantes, com 24,9% da população jurisdicionada batizada (481560 batizados).

## História
A Diocese de Perth foi erigida em 6 de maio de 1845 com o breve Universo dominico do Papa Gregório XVI, recebendo o território da Arquidiocese de Sydney, da qual era inicialmente sufragânea.
Em 1847, incorporou parte do território do Vicariato Apostólico de King George Sounde-The Sound, que foi suprimido.
Em 12 de março de 1867, cedeu uma parte de seu território para o benefício da ereção da Abadia territorial de Nova Norcia.
Em 31 de março de 1874 passou a fazer parte da província eclesiástica da Arquidiocese de Melbourne.
Em 10 de maio de 1887 e 30 de janeiro de 1898, cedeu outras partes do território para o benefício da ereção, respectivamente, do Vicariato Apostólico de Kimberley na Austrália Ocidental (atual Diocese de Broome) e da Diocese de Geraldton.
Em 28 de agosto de 1913 foi elevada à dignidade de arquidiocese metropolitana.
Cedeu uma parte adicional do território em benefício da ereção da Diocese de Bunbury, em 12 de novembro de 1954.
Em 19 de fevereiro de 1960 adquiriu a paróquia de Southern Cross, pertencente à Abadia territorial de Nova Norcia, em virtude do decreto Ad bonum animarum da Congregação de Propaganda Fide.
Em 1982 incorporou o território da Abadia territorial de Nova Norcia, que foi suprimida.

## Prelados
|                          | Nome                            | Período    | Notas                    |
| Arcebispos               | Arcebispos                      | Arcebispos | Arcebispos               |
| ------------------------ | ------------------------------- | ---------- | ------------------------ |
| 6º                       | Timothy John Costelloe, S.D.B.  | 2012-atual |                          |
| 5º                       | Barry James Hickey              | 1991-2012  |                          |
| 4º                       | William Joseph Foley †          | 1983-1991  |                          |
| 3º                       | Lancelot John Goody †           | 1968-1983  |                          |
| 2º                       | Redmond Prendiville †           | 1935-1968  |                          |
| 1º                       | Patrick Joseph Clune, C.Ss.R. † | 1913-1935  |                          |
| Arcebispo-coadjutor      |                                 |            |                          |
|                          | Redmond Prendiville             | 1933-1935  |                          |
| Bispo-auxiliar           |                                 |            |                          |
|                          | Donald George Sproxton          | 2001-atual |                          |
|                          | Robert Healy                    | 1975-2000  |                          |
|                          | Peter Quinn                     | 1969-1982  | Nomeado Bispo de Bunbury |
|                          | Myles McKeon                    | 1962-1969  | Nomeado Bispo de Bunbury |
|                          | John Joseph Rafferty            | 1955-1962  |                          |
|                          | Launcelot John Goody            | 1951-1954  | Nomeado Bispo de Bunbury |
| Bispo                    |                                 |            |                          |
| 4º                       | Patrick Joseph Clune, C.Ss.R. † | 1910-1913  |                          |
| 3º                       | Matthew Gibney †                | 1886-1910  |                          |
| 2º                       | Martin Griver y Cuni †          | 1873-1886  |                          |
| 1º                       | John Brady †                    | 1845-1871  |                          |
| Bispo-coadjutor          |                                 |            |                          |
|                          | Matthew Gibney                  | 1886       |                          |
|                          | Joseph Serra e Juliá , O.S.B.   | 1849-1862  |                          |
| Administrador Apostólico |                                 |            |                          |
|                          | Martin Griver e Cuni            | 1869-1873  |                          |